# Sulgen
Sulgen (toponimo tedesco) è un comune svizzero di 3 703 abitanti del Canton Turgovia, nel distretto di Weinfelden.

## Storia
Nel 1964 Sulgen ha inglobato il comune soppresso di Bleiken, nel 1995 quello di Donzhausen e la località di Uerenbohl (fino ad allora frazione di Opfershofen) e nel 1996 quelli di Götighofen e Hessenreuti. Fino al 2010 ha fatto parte del distretto di Bischofszell.

## Monumenti e luoghi d'interesse

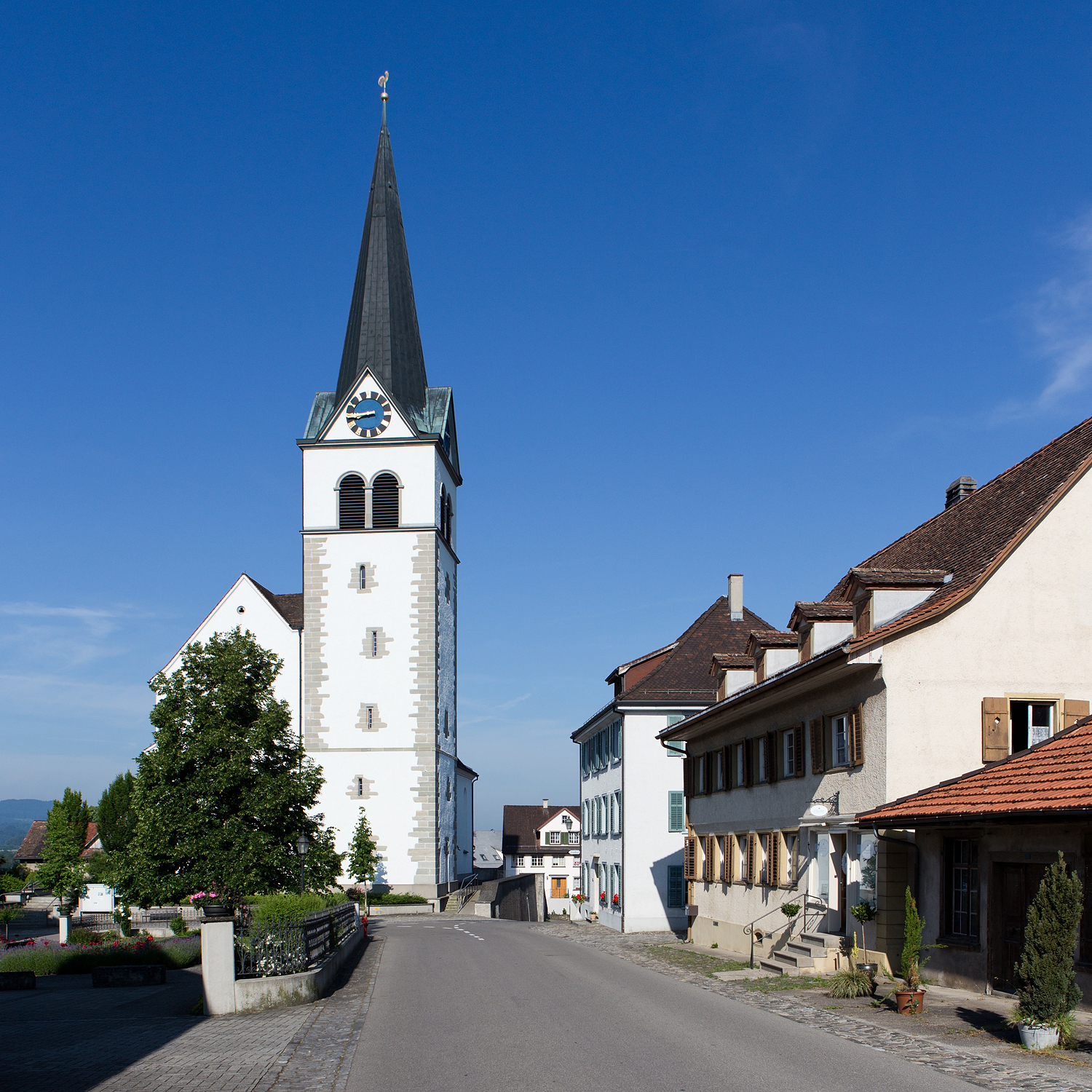
La chiesa riformata

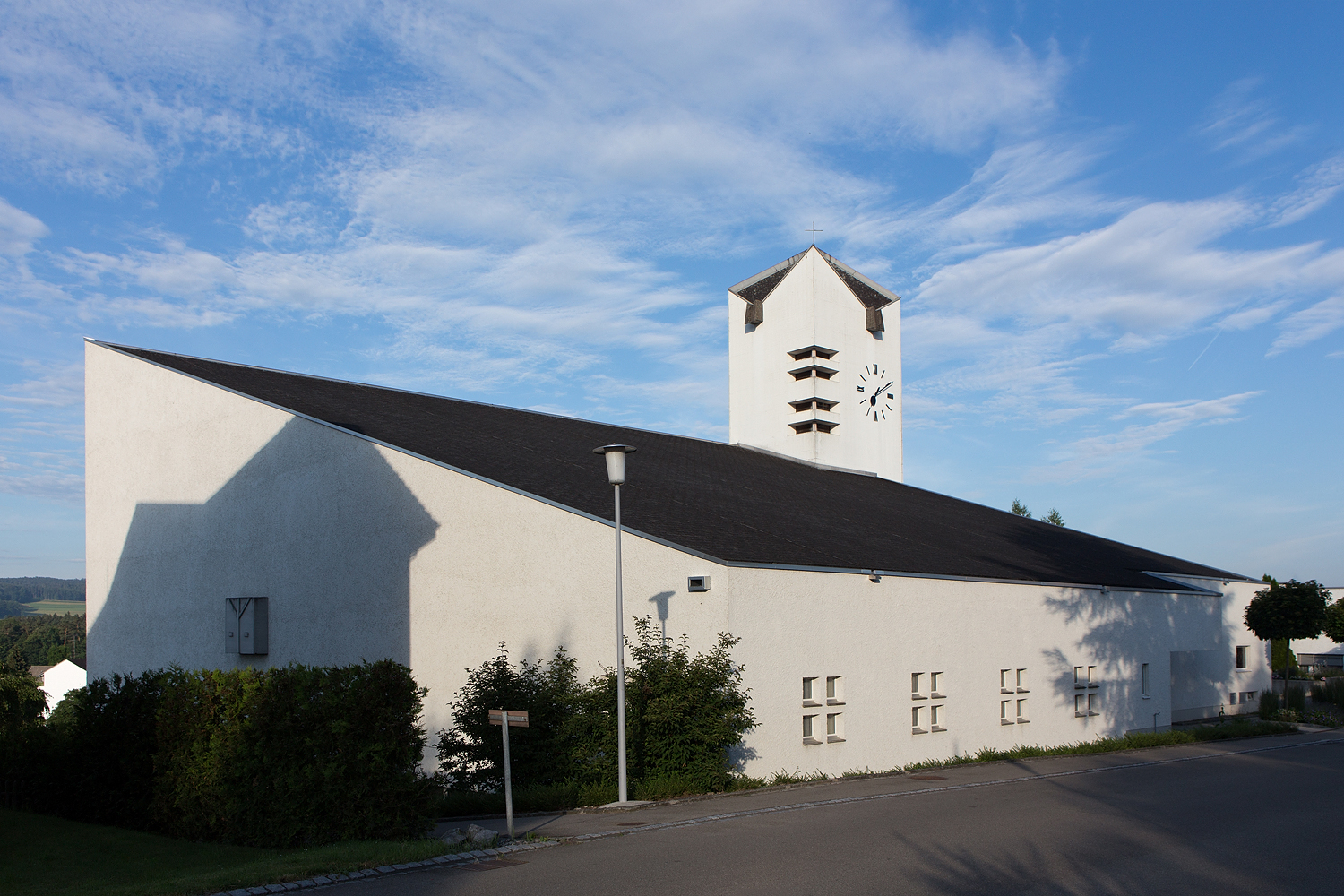
La chiesa cattolica

- Chiesa riformata, paritaria fino al 1961[2];
- Chiesa cattolica dei Santi Pietro e Paolo, eretta nel 1959-1961[2].

## Società

### Evoluzione demografica
L'evoluzione demografica è riportata nella seguente tabella (con Bleiken e Götighofen; fino al 2000 anche con Kradolf e Riedt ma senza Donzhausen, Hessenreuti e Uerenbohl):
Abitanti censiti

## Geografia antropica

### Frazioni
- Bleiken[5]
  - Befang
- Donzhausen[6]
- Götighofen[7]
- Hessenreuti[8]
- Uerenbohl[1]

## Amministrazione
Ogni famiglia originaria del luogo fa parte del cosiddetto comune patriziale e ha la responsabilità della manutenzione di ogni bene ricadente all'interno dei confini del comune.

## Infrastrutture e trasporti
È servito dall'omonima stazione sulle linee Winterthur-Romanshorn e Sulgen-Gossau.